# Zar Amir Ebrahimi
Zahra Amir Ebrahimi (em persa: زهرا اميرابراهيمی; nascida em 9 de julho de 1981), conhecida profissionalmente como Zar Amir Ebrahimi (زر امیرابراهیمی), é uma atriz, produtora e diretora iraniana-francesa. Ela é mais conhecida por sua atuação como a jornalista Arezoo Rahimi no thriller policial Holy Spider (2022), pelo qual ganhou o prêmio de Melhor Atriz no Festival de Cannes de 2022.
Em 2022, Amir Ebrahimi apareceu na lista das 100 mulheres da BBC como uma das mulheres inspiradoras e influentes do ano no mundo.

## Vida pregressa
Zahra Amir Ebrahimi nasceu em 9 de julho de 1981, em Teerã, no Irã. Ela estudou teatro na Azad University e começou sua carreira profissional fazendo curta-metragens. Ela fala persa, pashto, inglês e francês fluentemente e tem conhecimentos básicos de árabe, alemão e italiano.

## Carreira

### 1999–2004: início da carreira
Amir Ebrahimi começou sua carreira fazendo seu primeiro curta-metragem quando tinha apenas dezoito anos.
Estreou no cinema em Waiting (2001), dirigido por Mohammad Nourizad. Três anos depois, ela apareceu em três projetos de televisão, Help Me, As a Stranger e Vow. Os dois primeiros são séries de televisão e foram dirigidos por Ghasem Jafari e o último é um filme para televisão dirigido por Mehrdad Khoshbakht. Os três projetos foram transmitidos em redes diferentes.

### 2006: popularidade crescente através do escândalo deNargesse fita de sexo
Em 2006, Amir Ebrahimi estrelou a série de televisão de sucesso Narges, dirigida por Sirous Moghaddam. A série foi uma das séries de maior sucesso do ano e durante sua exibição, Amir Ebrahimi se tornou tão popular. A série mais tarde ganhou o Prêmio Hafez de Melhor Série de Televisão. No mesmo ano, Amir-Ebrahimi estrelou o aclamado filme de drama Trip to Hidalou (2006), dirigido por Mojtaba Raie. O filme foi exibido pela primeira vez no 34º Fajr Film Festival e ganhou o prêmio de Melhor Filme de Arte e Experiência.
Meses após a transmissão do episódio final de Nargess, Amir Ebrahimi se tornou o centro de um escândalo nacional quando uma fita de sexo caseira supostamente apresentando-a vazou na internet. Devido ao escândalo, Amir Ebrahimi foi proibida de aparecer no cinema e na televisão iraniana por 10 anos. Trip to Hidalou também foi banida da exibição devido ao escândalo e nunca foi divulgado.

### 2008–2019: Emigração e novos projetos
Depois que Amir Ebrahimi correu o risco de ser presa, ela fugiu do Irã e se mudou para Paris, na França, em 2008. 
Meses antes de sua emigração, Amir Ebrahimi teve um pequeno papel em Shirin (2008), de Abbas Kiarostami, que estreou no 65º Festival Internacional de Cinema de Veneza.
Em 2009, ela recomeçou sua carreira de atriz na França com a peça Silent Taheregan's Dream, ao lado de Shabnam Tolouei, em 2009. No mesmo ano, ela também atuou no filme Women Without Men, dirigido por Shirin Neshat e Shoja Azari, que ganhou o Leão de Prata no 66º Festival Internacional de Cinema de Veneza.
Em 2011, ela apareceu no documentário de televisão Great Persians, dirigido por Wesley Eremenko-Dodd que foi transmitido pela BBC World Service.
Em 2015, Amir Ebrahimi atuou em dois curtas-metragens, A Souvenir for My Mother e Jila, dirigidos pelos diretores iranianos Mohammad Reza Kalani e Karim Lakzadeh. Ela também fez dublagem em Arte 's Silex and the City de 2015 a 2017.
Ela conseguiu seu primeiro papel principal ao estrelar como Vida Irandoost no drama sueco Bride Price vs. Democracy (2016) dirigido por Reza Rahimi. Por sua atuação, ela ganhou o prêmio de Melhor Atriz Principal em Filme Estrangeiro no Festival Internacional de Cinema de Nice de 2018 e recebeu duas outras indicações.
Em 2017, interpretou Sara no filme germano-austríaco Tehran Taboo, dirigido por Ali Soozandeh, que utilizava a técnica de rotoscopia e estreou na seção Semana da Crítica Internacional do Festival de Cinema de Cannes 2017.
Em 2018, Amir Ebrahimi trabalhou em quatro projetos de televisão. Ela fez a dublagem de Siri Perse e Ishtar em Arte 's 50 Shades of Greek de 2018 a 2020. Ela dirigiu dois documentários de televisão para o BBC World Service, BBC Persian, intitulado Amir Naderi de Amir Naderi e Kahani's Cinema. Seu último projeto de televisão de 2018 foi o documentário de televisão One Day in Tehran, da Arte, dirigido por cinco diretores iranianos.
Amir Ebrahimi criou sua própria produtora, Alambic Production, em 2019. Ela também é produtora da BBC e supervisiona um programa cultural para a filial persa da BBC World.
Em 2019, ela apareceu em dois longa-metragens, um curta-metragem e um programa de televisão. Amir Ebrahimi atuou como Farzaneh Rezvani no filme francês Adote um Papai de Xavier de Choudens, como Nadia no filme de Hossein Pourseifi, Tomorrow We Are Free, estreado no Filmfest Hamburg 2019, como Alma no curta Tide, de Manon Coubia, estreado no Locarno Film 2019 Festival, e como ela mesma nos três episódios de 40 Years, 40 Films da BBC World Service, dirigidos por Bibi Khajehnouri.
Em março de 2019, junto com Golshifteh Farahani, recebeu o Prêmio Hamburgo de Liberdade Cultural no Festival da Primavera Persa, na Alemanha, pelo caráter exemplar de sua luta e seu itinerário como artista e mulher iraniana independente.
Amir Ebrahimi também é fotógrafa profissional, cujo trabalho se concentra em temas e questões sociais.

### 2022: Aclamação e reconhecimento mundial paraHoly Spider
Em 2022, Amir Ebrahimi dirigiu, produziu e também apresentou o retrato de mulheres no cinema iraniano do Serviço Mundial da BBC.
Amir Ebrahimi também estrelou o thriller aclamado pela crítica de Ali Abbasi, Holy Spider (2022), inspirado na história real de Saeed Hanaei, um serial killer que tinha como alvo profissionais do sexo e matou 16 mulheres de 2000 a 2001 no Irã, no qual ela interpretou a jornalista. Arezoo Rahimi e ganhou o prêmio de Melhor Atriz no Festival de Cinema de Cannes de 2022, tornando-se a primeira atriz iraniana a ganhar o prêmio. Seu desempenho foi amplamente aclamado pela crítica. O crítico de variedades, Clayton Davis, disse que "ambos os atores principais (Amir Ebrahimi e Mehdi Bajestani) são dignos da atenção da Academia". Ela ganhou o prêmio de Melhor Atriz no Festival de Cinema Europeu de Sevilha de 2022, e recebeu uma indicação de Melhor Atriz no 35º European Film Awards por sua atuação. Ela também trabalhou como diretora de elenco e produtora associada no filme, que foi selecionado como a entrada da Dinamarca para Melhor Longa-Metragem Internacional no 95º Oscar.
Após sua vitória no Festival de Cinema de Cannes, a Organização de Cinema do Ministério da Cultura e Orientação Islâmica do Irã emitiu um comunicado condenando o festival por conceder a Amir Ebrahimi o prêmio de Melhor Atriz, chamando-o de "um movimento insultuoso e politicamente motivado". O ministro da Cultura e Orientação Islâmica do Irã, Mohammad Mehdi Esmaili, também ameaçou punir os iranianos que trabalharam no Holy Spider. Amir Ebrahimi disse à CNN em junho de 2022, que havia recebido cerca de 200 ameaças desde que ganhou o prêmio em Cannes.
No mesmo ano, ela fez um papel principal no filme francês White Paradise, dirigido por Guillaume Renusson. O filme estreou no Festival de Cinema de Angoulême de 2022.

### 2023: Próximos projetos
Amir Ebrahimi fará o papel principal na estreia direcional de Noora Niasari, Shayda, com produção executiva de Cate Blanchett. O filme terá sua estreia mundial no Festival de Cinema de Sundance de 2023, na Competição Dramática Mundial.
Foi anunciado que Amir Ebrahimi estrelará o curta-metragem Please Rise, dirigido por Sheida Sheikhha.

## Outras atividades

### Política e ativismo
Amir Ebrahimi apoiou publicamente os protestos liderados por mulheres iranianas após a morte de Mahsa Amini em circunstâncias suspeitas após ser presa pela Patrulha de Orientação do Irã por não usar um hijab de acordo com os padrões do governo em setembro de 2022. Amir  frequentemente compartilha em suas redes sociais notícias sobre os protestos e como as pessoas podem ajudar as mulheres iranianas.

## Vida pessoal

### Controvérsia
Em 2006, Amir Ebrahimi se tornou o centro de um escândalo de fita de sexo iraniana quando uma fita de vídeo de uma mulher, alegando ser Amir, fazendo sexo com um homem vazou na Internet e foi lançada em DVD. Posteriormente, ela se tornou objeto de uma investigação oficial conduzida pelo promotor-chefe de Teerã, Saeed Mortazavi. Em entrevista ao The Guardian, Amir Ebrahimi negou ser a mulher do filme e o descartou como uma falsificação feita por um ex-noivo vingativo que usou técnicas de estúdio para formar uma montagem de imagens incriminatórias destinadas a destruir sua carreira. No entanto, ela admitiu mais tarde que a fita mostrava ela e um namorado e havia sido roubada de seu apartamento. O homem não identificado na fita supostamente fugiu para a Armênia, mas foi posteriormente devolvido ao Irã e acusado de violação das leis de moralidade pública. Os rumores de uma tentativa de suicídio também foram negados por Amir Ebrahimi com uma mensagem pública: "Só quero dizer ao povo do meu país que estou vivo. Estou pensando na força das mulheres iranianas e defenderei o respeito das meninas e mulheres de minha nação."
Devido ao escândalo da fita de sexo, Amir Ebrahimi foi proibida de aparecer em filmes iranianos e na televisão por 10 anos, e também foi condenada à prisão e 99 chicotadas, o que a fez fugir do Irã e se mudar para Paris, França, onde ela vive no exílio desde 2008. O homem que vazou a fita - um amigo de Amir Ebrahimi e também ator que não apareceu na fita - foi condenado a seis anos de prisão, mas foi libertado após dois meses.
Na França, ela pôde contar com o apoio de outros exilados iranianos, como sua amiga próxima Golshifteh Farahani. Amir Ebrahimi tornou-se cidadã francea em 2017.

## Filmografia

### Filme
| Ano  | Título                          | Função            | Diretor                    | Notas                                              | Ref(s) |
| ---- | ------------------------------- | ----------------- | -------------------------- | -------------------------------------------------- | ------ |
| 2000 | A linha                         |                   | Zar Amir Ebrahimi          | Filme curto                                        | [ 3 ]  |
| 2001 | Espera                          |                   | Mohammad Nourizad          |                                                    | [ 36 ] |
| 2006 | Viagem para Hidalou             |                   | Mojtaba Raie               |                                                    | [ 37 ] |
| 2008 | Shirin                          | mulher na plateia | Abbas Kiarostami           |                                                    | [ 38 ] |
| 2009 | Mulheres Sem Homens             |                   | Shirin Neshat, Shoja Azari |                                                    | [ 39 ] |
| 2015 | Uma lembrancinha para minha mãe |                   | Mohammad Reza Kalani       | Filme curto                                        | [ 40 ] |
| 2015 | jila                            |                   | Karim Lakzadeh             | Filme curto                                        | [ 41 ] |
| 2016 | Preço da noiva vs. Democracia   | Vida Irandoost    | Reza Rahimi                |                                                    | [ 42 ] |
| 2017 | Tabu de Teerã                   | sara              | Ali Soozandeh              |                                                    | [ 43 ] |
| 2019 | Adote um Papai                  | Farzaneh Rezvani  | Xavier de Choudens         |                                                    | [ 3 ]  |
| 2019 | Maré                            | alma              | Manon Coubia               | Filme curto                                        | [ 44 ] |
| 2019 | Amanhã Somos Livres             | Nadia             | Hossein Pourseifi          |                                                    | [ 45 ] |
| 2022 | Holy Spider                     | Arezoo Rahimi     | Ali Abbasi                 | Também como produtor associado e diretor de elenco | [ 46 ] |
| 2022 | paraíso branco                  | Chehreh           | Guillaume Renusson         |                                                    | [ 47 ] |
| TBA  | Shayda                          | Shayda            | Noora Niasari              | Pós-produção                                       | [ 24 ] |
| TBA  | Por favor, levante-se           | O poeta           | Sheida Sheikhha            | Filme curto                                        |        |

### Televisão
| Ano       | Título                                 | Função                    | Diretor                                                                          | Notas                                                     | Rede                         | Ref(s) |
| --------- | -------------------------------------- | ------------------------- | -------------------------------------------------------------------------------- | --------------------------------------------------------- | ---------------------------- | ------ |
| 2004      | Juramento                              |                           | Mehrdad Khoshbakht                                                               | filme de TV                                               | IRIB TV1                     | [ 48 ] |
| 2004      | Ajude-me                               |                           | Ghasem Jafari                                                                    | série de TV                                               | IRIB TV2                     | [ 49 ] |
| 2004      | como um estranho                       |                           | Ghasem Jafari                                                                    | série de TV                                               | IRIB TV5                     | [ 50 ] |
| 2006      | Nargess                                | Zohreh Shokat             | Sirous Moghaddam                                                                 | série de TV                                               | IRIB TV3                     | [ 51 ] |
| 2011      | grandes persas                         | Ela própria               | Wesley Eremenko-Dodd                                                             | documentário de TV, apresentador                          | BBC World Service            | [ 3 ]  |
| 2015–2017 | Silex e a cidade                       | Vários (voz)              | julho                                                                            | série de TV                                               | arte                         | [ 3 ]  |
| 2018–2020 | 50 tons de grego                       | Siri Perse e Ishtar (voz) | Jul, Mathieu Signolet, Jean-Paul Guigue                                          | série de TV                                               | arte                         | [ 3 ]  |
| 2018      | Amir Naderi por Amir Naderi            |                           | Zar Amir Ebrahimi                                                                | Documentário de TV, como diretor e produtor               | BBC World Service, BBC persa | [ 3 ]  |
| 2018      | Cinema de Kahani                       |                           | Zar Amir Ebrahimi                                                                | Documentário de TV, como diretor e produtor               | BBC World Service, BBC persa | [ 3 ]  |
| 2018      | Um dia em Teerã                        | Ela mesma (voz)           | Hamid Jafari, Shiva Sanjari, Ebrahim Mokhtari, Zohreh Soleimani e Esmaeel Monsef | documentário de TV                                        | arte                         | [ 3 ]  |
| 2019      | 40 anos, 40 filmes                     | Ela própria               | Bibi Khajehnouri                                                                 | Programa de TV, apresentador, 3 episódios                 | BBC World Service            | [ 3 ]  |
| 2022      | Retrato de mulheres no cinema iraniano | Ela própria               | Zar Amir Ebrahimi                                                                | Documentário de TV, como diretor, produtor e apresentador | BBC World Service            | [ 3 ]  |

## Teatro
| Ano       | Título                                             | Diretor           | Notas                                                                                                 | Ref.         |
| --------- | -------------------------------------------------- | ----------------- | --- | ------------ |
| 2000      | Água                                               | Reza Keshavarz    | Festival de Teatro Fajr                                                                               | [ 52 ]       |
| 2001      | meio-dia sonolento                                 | Ayat Najafi       | Centro Cultural Niavaran de Téhéran                                                                   | [ 52 ]       |
| 2003      | Reunião no inferno                                 | Rahman Seifi Azad | Festival de Teatro Fajr                                                                               | [ 3 ] [ 52 ] |
| 2003      | Não há ninguém que se lembre de todas as histórias | Reza Hadad        | Companhia de Teatro Bazi / Festival de Teatro Fajr / Festival de Teatro Lakoon - Hamburgo             | [ 3 ] [ 52 ] |
| 2009      | O Sonho Silencioso de Taheregan                    | Mohamad Rezaierad | Université Paris 8                                                                                    | [ 3 ] [ 52 ] |
| 2010      | Vozes de Mulheres / Vozes de Sangue                | Tinouche Nazmjou  | Théâtre Pentu et Parole Avalancheuse / Théâtre de l'Épée de Bois / Festival de l'arpenteur - Grenoble | [ 3 ] [ 52 ] |
| 2012      | A Terra do Medo e da Esperança                     | Ebrahim Makki     | Salle Ayad Paris                                                                                      | [ 3 ] [ 52 ] |
| 2014–2015 | Little Red Boy                                     | Hamid Djavdan     | La Compagnie des Mirages                                                                              | [ 3 ] [ 52 ] |

## Prêmios e indicações
| Prêmio                                       | Ano  | Categoria                                   | Trabalho Indicado             | Resultado | Ref.   |
| -------------------------------------------- | ---- | ------------------------------------------- | ----------------------------- | --------- | ------ |
| Festival Internacional de Cinema de Amsterdã | 2018 | Melhor Atriz Principal em Filme Estrangeiro | Preço da noiva vs. Democracia | Indicada  | [ 53 ] |
| Festival de Cinema de Cannes                 | 2022 | Melhor atriz                                | Holy Spider                   | Venceu    | [ 54 ] |
| Prêmios do Cinema Europeu                    | 2022 | Melhor atriz                                | Holy Spider                   | Indicada  | [ 19 ] |
| Festival Internacional de Cinema de Nice     | 2018 | Melhor Atriz Principal em Filme Estrangeiro | Preço da noiva vs. Democracia | Venceu    | [ 55 ] |
| Festival de Cinema Europeu de Sevilha        | 2022 | Melhor atriz                                | Holy Spider                   | Venceu    | [ 18 ] |
| Festival de Cinema de Västeras               | 2018 | Melhor Atriz Nacional                       | Preço da noiva vs. Democracia | Indicada  | [ 3 ]  |